# Max Lorenz (Fußballspieler)
Max Lorenz (* 19. August 1939 in Bremen-Hemelingen) ist ein ehemaliger deutscher Fußballspieler, der von 1965 bis 1970 in der deutschen Fußballnationalmannschaft 19 Spiele absolvierte und mit Werder Bremen im Jahr 1965 Deutscher Meister wurde.

## Sportliche Laufbahn

### Vereinskarriere

#### Werder Bremen

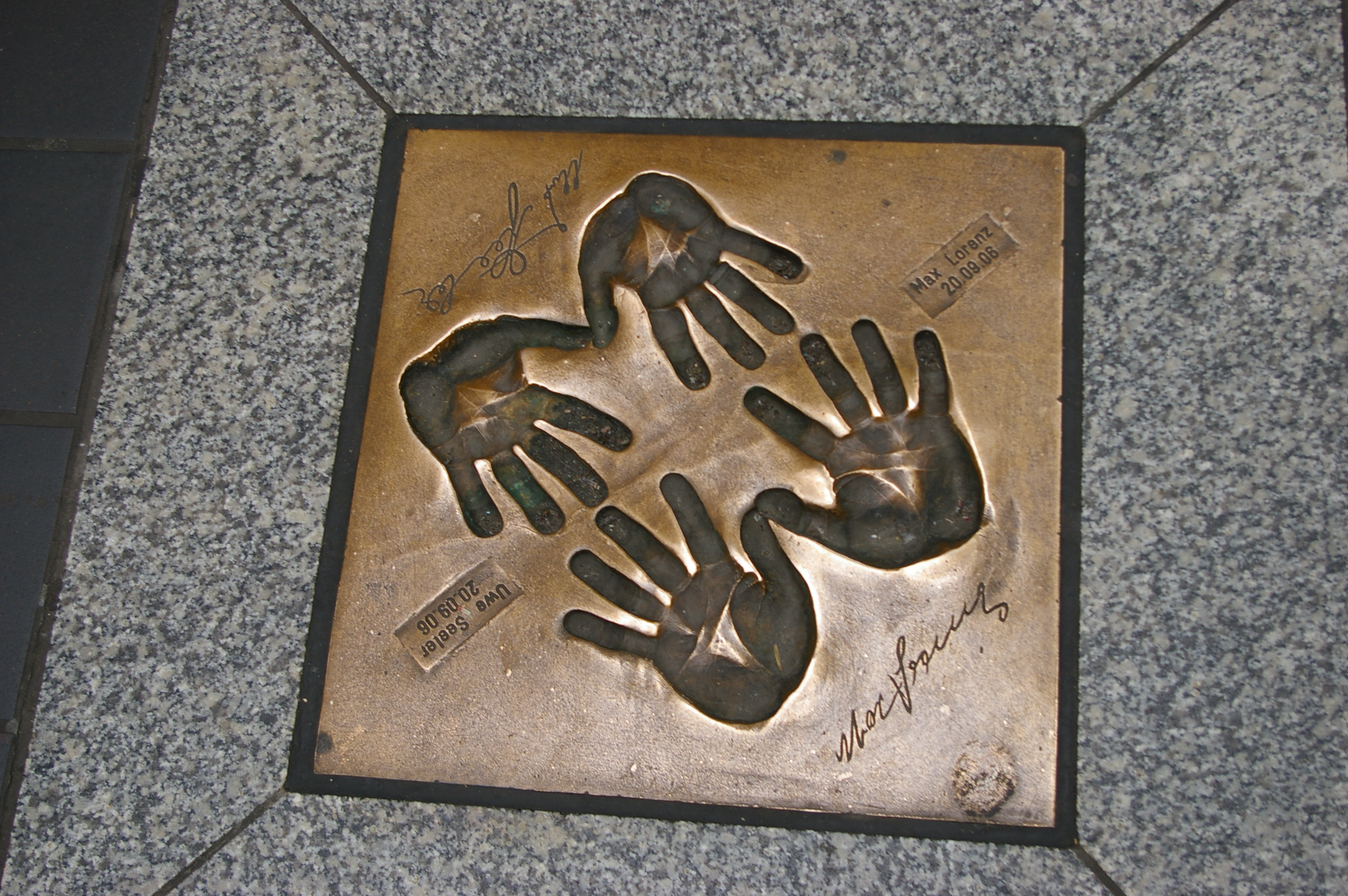
Bremen, Handabdruck in der Lloyd-Passage

Lorenz wuchs im Bremer Stadtteil Hemelingen auf und durchlief dort die gesamten Jugendstationen und die Anfänge im Seniorenfußball beim SV Hemelingen. Nach dem Aufstieg 1959/60 mit der Sportvereinigung in die Amateurliga Bremen nahm er das Angebot des damaligen Nordoberligisten Werder Bremen an und wurde zur Runde 1960/61 Vertragsspieler. Am vierten Spieltag, dem 4. September 1960, debütierte er beim 7:1-Heimsieg gegen Bremerhaven 93 in der Fußball-Oberliga Nord. Trainer Georg Knöpfle hatte den vormaligen Amateurfußballer für die rechte Außenläuferposition im damaligen WM-System nominiert. Werder belegte hinter dem Serienmeister Hamburger SV den zweiten Platz, und Lorenz hatte dazu in 24 Spielen mit sechs Toren seinen Beitrag geleistet. Sein erstes Spiel in der Endrunde um die deutsche Fußballmeisterschaft erlebte Lorenz am 20. Mai 1961 bei der Partie gegen den 1. FC Köln. Das Spiel endete 1:1 in Köln; die Bremer waren mit der Angriffsbesetzung Günter Wilmovius, Arnold Schütz, Lorenz, Klaus Hänel und Horst Barth angetreten. In den letzten zwei Jahren des alten erstklassigen Oberligasystems scheiterte Lorenz mit Werder jeweils in den Qualifikationsspielen vor der Endrunde: 1962 in Hannover gegen Schalke 04 vor 60.000 Zuschauern durch eine 1:4-Niederlage nach Verlängerung und 1963 durch eine 1:2-Niederlage gegen den 1. FC Nürnberg vor 58.000 Zuschauern in Ludwigshafen. Er bildete in beiden Spielen jeweils mit Helmut Jagielski und Helmut Schimeczek die Läuferreihe der Elf von Trainer Georg Knöpfle.
Im DFB-Pokal des Jahres 1961 wirkte Lorenz in den Begegnungen gegen den 1. FC Saarbrücken, 1. FC Köln und im mit 3:2 Toren nach Verlängerung siegreichen Halbfinale am 23. August 1961 gegen den Karlsruher SC mit. Beim Endspiel am 13. September 1961 in Gelsenkirchen gegen den 1. FC Kaiserslautern fehlte er dagegen. Zumeist kam der beidfüßig verwendbare Lorenz als Außenläufer zum Einsatz. Er sammelte mit Werder auch 1961/62 im Europacup der Pokalsieger internationale Erfahrung, als er alle vier Spiele gegen Aarhus GF und Atlético Madrid bestritt.
Insgesamt absolvierte er in der Oberliga Nord von 1960 bis 1963 74 Ligaspiele und erzielte dabei elf Tore.
Als die Fußball-Bundesliga 1963/64 mit dem ersten Spieltag am 24. August 1963 eröffnet wurde, bildete Lorenz zusammen mit Torhüter Klaus Lambertz und den Feldspielern Josef Piontek, Wolfgang Bordel, Helmut Jagielski und Arnold Schütz die Abwehrformation von Werder beim 3:2-Heimsieg gegen Borussia Dortmund. Mit dem neuen Trainer Willi Multhaup belegten die Bremer im Premierenjahr 1963/64 mit 28:32 Punkten den zehnten Rang im Feld der damals 16 Gründungsmitglieder der Bundesliga. Als der SV Werder im zweiten Bundesligajahr, 1964/65, den favorisierten Titelverteidiger 1. FC Köln mit drei Punkten Vorsprung auf den zweiten Platz verwies, hatte Lorenz 27 Einsätze mit zwei Toren beim Titelgewinn der Bremer absolviert. In 30 Rundenspielen ließ die Werder-Defensive mit Torhüter Günter Bernard, dem Verteidigerpaar Josef Piontek und Horst-Dieter Höttges, der Läuferreihe mit Heinz Steinmann, Helmut Jagielski und Lorenz, sowie den zwei Halbstürmern Arnold Schütz und Diethelm Ferner lediglich 29 Gegentore zu und war ein Garant der Bremer Meisterschaft.
Persönlich erfuhr Lorenz durch sein Länderspieldebüt am 24. April 1965 beim WM-Qualifikationsspiel in Karlsruhe gegen Zypern im Frühjahr der Meisterschaftsrunde eine Anerkennung seiner Leistung bei Werder Bremen. Als Titelverteidiger – Trainer Multhaup war aber zu Borussia Dortmund gewechselt – erreichte Bremen 1966 den vierten Rang. Im Europacup der Meister hatte man ohne Mühe APOEL Nikosia bezwungen, war dann aber am jugoslawischen Titelträger FK Partizan Belgrad gescheitert. In Belgrad verlor Lorenz mit seinen Mannschaftskollegen 0:3, sodass der 1:0-Heimsieg am 17. November 1965 nicht reichte. Zwei Jahre nach dem Titelgewinn folgte an der Weser fast der Absturz in die Regionalliga, knapp auf dem 16. Rang wurde 1967 der Abstieg vermieden. Unter Trainer Fritz Langner drangen Lorenz und Kollegen 1968 nochmals in die vorderen Tabellenränge und wurden Vizemeister. Nach dem Absinken 1969 auf den neunten Rang – sein letztes Bundesligaspiel für Bremen absolvierte er am 7. Juni 1969 beim 6:5-Heimerfolg gegen Borussia Mönchengladbach – verabschiedete sich Lorenz nach 176 Bundesligaeinsätzen mit 15 Toren aus Bremen und schloss sich Eintracht Braunschweig an.

#### Eintracht Braunschweig
Vor dem letzten Trainerjahr von Helmuth Johannsen, 1969/70, war Lorenz für 400.000 Mark Ablöse zum Bundesligameister des Jahres 1967 gewechselt. Im damaligen „Zonenrandgebiet“ an der Hamburger Straße erlebte Lorenz in der Runde 1969/70 bei der Eintracht aber keinen Erfolg, knapp auf dem 16. Rang stehend entging Braunschweig mit Mühe dem Abstieg. Lorenz hatte 33 Bundesligaspiele absolviert und die Defensive in 34 Ligaspielen 49 Gegentore kassiert. Das war ein guter Ligawert, aber die lediglich 40 erzielten Tore waren zu wenig, um mehr als nur um den Klassenerhalt zu spielen. Bundestrainer Helmut Schön nahm Lorenz trotzdem mit zur Fußball-Weltmeisterschaft 1970 nach Mexiko.
Im ersten Jahr unter Trainer Otto Knefler, 1970/71, schob sich Braunschweig auf den vierten Rang nach vorne. Lorenz hatte in 24 Spielen mitgewirkt und Lothar Ulsaß durch seine 18 Tore am wirkungsvollsten in der Offensive für Torgefahr gesorgt. In seinem dritten Jahr bei der Eintracht, 1971/72, stand Lorenz vom 1. bis zum 14. Spieltag für die Eintracht auf dem Spielfeld, ehe er durch die Folgen des Bundesligaskandals gesperrt wurde – wegen des 1:1-Heimspiels am 5. Juni 1971 gegen RW Oberhausen, vor dem von dritter Seite eine zusätzliche Siegprämie versprochen und auch teilweise ausbezahlt wurde – und kein weiteres Bundesligaspiel mehr bestreiten konnte. Sein letztes Bundesligaspiel datiert vom 6. November 1971, als Braunschweig 1:1 bei Rot-Weiß Oberhausen spielte und mit 13:15 Punkten auf dem 11. Platz stand. Abwehr und Mittelfeld formierten sich dabei mit Bernd Franke im Tor, Wolfgang Grzyb, Peter Kaack, Joachim Bäse und Franz Merkhoffer in der Verteidigung, sowie Friedhelm Haebermann, Bernd Gersdorff und Max Lorenz im Mittelfeld. Für Braunschweig werden bei Lorenz 71 Bundesligaspiele mit drei Toren geführt. Insgesamt lautet seine Bilanz in der Bundesliga von 1963 bis 1972 auf 247 Ligaeinsätze mit 17 Toren.

### Auswahleinsätze

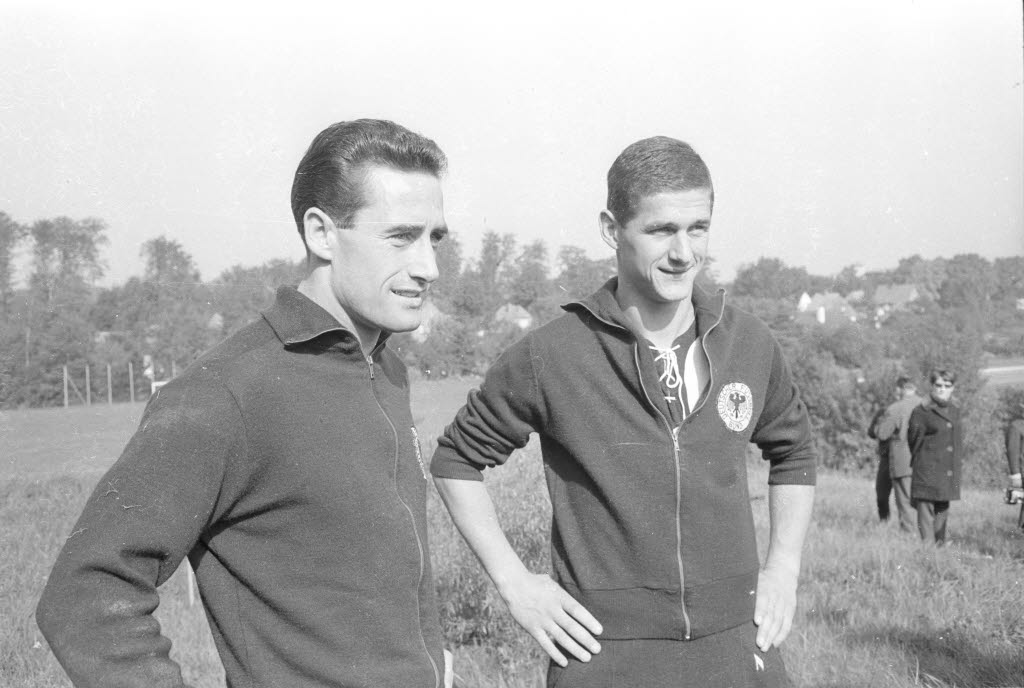
Lorenz (r.) und Hans Tilkowski im Trainingslager der Nationalelf

Am 24. April 1965, beim WM-Qualifikationsspiel in Karlsruhe gegen Zypern, debütierte Lorenz beim 5:0-Erfolg in der deutschen Fußballnationalmannschaft. Bundestrainer Helmut Schön vertraute dabei in der Läuferreihe auf Willi Schulz, Klaus-Dieter Sieloff und den Mann von Werder Bremen. Er gehörte dem Spielerkader für die Fußball-Weltmeisterschaft 1966 in England an, kam aber im Turnier nicht zum Einsatz. Bei den zwei historischen „ersten“ Siegen gegen England (1:0 in Hannover) und Brasilien (2:1 in Stuttgart) am 1. beziehungsweise 16. Juni 1968 gehörte er der Defensive der deutschen Mannschaft an. Als die DFB-Elf am 21. Mai 1969 in Essen mit 12:0 Toren im WM-Qualifikationsspiel Zypern deklassierte, erzielte Lorenz seinen einzigen Treffer im Nationaldress. Zum Abschluss seiner internationalen Laufbahn nahm er an seinem zweiten WM-Turnier teil. Er gehörte dem 22er-Kader des DFB für die Fußball-Weltmeisterschaft 1970 in Mexiko an. Am 20. Juni 1970 wurde er im Spiel um den dritten Platz gegen Uruguay (1:0) in der 46. Minute für Karl-Heinz Schnellinger eingewechselt und absolvierte damit sein 19. Länderspiel. Für die Teilnahme an der Fußballweltmeisterschaft erhielt er – zusammen mit der Mannschaft – das Silberne Lorbeerblatt.

## Erfolge

### Vereinserfolge
- 1961, DFB-Pokalsieger mit Werder Bremen
- 1965, Deutscher Meister mit Werder Bremen
- 1968, Vizemeister mit Werder Bremen

### Nationalmannschaft, 1965 bis 1970
- 1966, Vizeweltmeister (ohne Einsatz)
- 1970, WM-Dritter, 1 Spiel

## Weiterer Werdegang/Trivia
Der in jungen Jahren als Kaufmann bei Jacobs Kaffee angestellte Lorenz war nach seiner Karriere bei einem führenden Sportartikelhändler tätig.
Er war Lebensgefährte der am 26. Mai 2013 verstorbenen Schauspielerin Hildegard Krekel.
Lorenz erhielt im Jahre 2006 einen Handabdruck auf der Mall of Fame in Bremen.
Im Jahr 2008 erlitt er einen Schlaganfall, den er jedoch ohne zurückbleibende Schäden überlebte.